# 1719 en littérature
| Années de la littérature : 1716 - 1717 - 1718 - 1719 - 1720 - 1721 - 1722    |
| Décennies de la littérature : 1680 - 1690 - 1700 - 1710 - 1720 - 1730 - 1740 |

Cet article présente les faits marquants de l'année 1719 en littérature.

## Événements
- 15 septembre : l’abbé Bignon devient bibliothécaire du roi de France (fin en 1742)[1]. Il multiplie par deux le nombre des ouvrages de la Bibliothèque royale, soit 78 % de la production française imprimée, au titre du dépôt légal. Le fond, divisé en départements, devient accessible aux lecteurs parisiens.
- 30 octobre : premier numéro de The Manufacturer, périodique lancé par Daniel Defoe, publié jusqu'au 9 mars 1721[2].

## Parutions

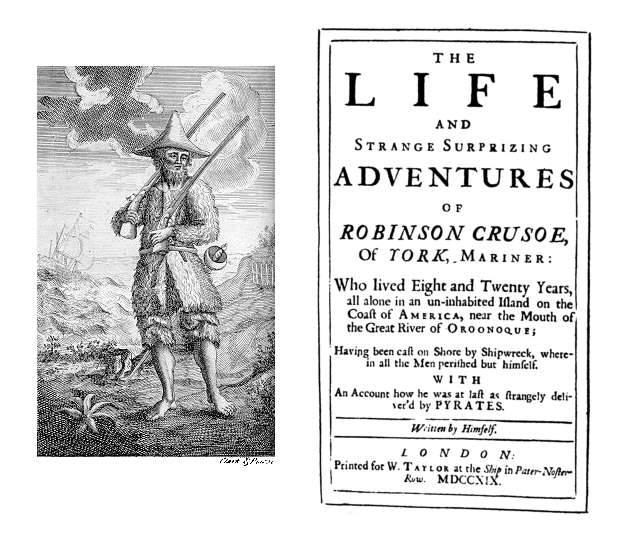
, 1re édition

- 25 avril : l'écrivain britannique Daniel Defoe publie Robinson Crusoé, roman non signé inspiré par l’aventure du marin écossais Alexander Selkirk[3].
- 20 août :  Daniel Defoe, The Farther Adventures of Robinson Crusoe, London, William Taylor, 1719 (présentation en ligne). « Les Nouvelles Aventures de Robinson Crusoé », seconde partie du roman, est publié à Londres[4].

- Eliza Haywood, Love in Excess : or, The Fatal Enquiry, London, William Chetwood, 1719 (présentation en ligne). « Un amour excessif », roman publié en trois parties en 1719-1720.

- Christian Wolff, Vernünftige Gedanken von Gott, der Welt, und der Seele des Menschen, Francfort et Leipzig, 1719 (présentation en ligne) (« Pensées rationnelles sur Dieu, le monde et l’âme des hommes »).

- Jean-Baptiste Dubos, Réflexions critiques sur la poésie et sur la peinture, Paris, Jean Mariette, 1719 (présentation en ligne), qui closent la querelle des Anciens et des Modernes en affirmant la relativité du jugement esthétique et la part prépondérante de l’émotion dans ce jugement[5].